# Eurolinguistik
Die Eurolinguistik ist gemäß der Vorstellung ihres Namensgebers, Norbert Reiter, im Kern die Erarbeitung von den sprachlichen Gemeinsamkeiten in Europa. Manche Arbeiten und Studiengänge, die sich europäisch oder eurolinguistisch nennen, scheinen in dieser Hinsicht unangemessen, behandeln sie doch nur eine sehr geringe Anzahl von Sprachen und Ländern, im Extremfall nur zwei – und nicht selten ohne einheitliche Herangehensweise. Eurolinguistische Erkenntnisse erfordern Studien, die die europäischen Sprachen umfassend oder repräsentativ beleuchten.
Die Eurolinguistik befasst sich mit den Sprachen Europas in allen Bereichen der Linguistik wie Sprachgeschichte, Sprachsoziologie, Sprachpolitik, Sprachsystemik, interkulturelle Kommunikation; hinzu kommt themenspezifisch die Interkomprehension (gegenseitige Verständlichkeit). Dabei werden Europa und europäisch je nach Autor oder Forschergruppe unterschiedlich definiert.

## Definition
Mit Blick auf die Ausdrücke „Europa“ und „europäisch“ lassen sich in der geistes- und gesellschaftswissenschaftlichen Literatur mindestens die folgenden Arten von Definitionen finden.
- auf geographische Weise: Dies bedeutet heutzutage meist das Gebiet vom Atlantik (mit oder ohne Einschluss der britischen Inseln) bis zum Ural.
- auf politische Weise: Dies bedeutet meist Europäische Union, manchmal aber auch Europarat.
- auf (geschichtlich-)kulturanthropologische Weise: Eine solche Definition beinhaltet die Aspekte Religion, Lebensweise, Vorfahren, Wertesystem, Symbole und Sprache bzw. Sprachkultur (einschließlich Schriftsystem), denen je nach Kultur unterschiedliche Gewichtung zukommen kann. In der Literatur werden unter anderem folgende Begriffe als europäisch bezeichnet: Renaissance, Aufklärung, Romantik, Rationalität, Christentum, Universität und allgemeinen Schule, Wohlfahrtsstaat, Rechtsstaat, Demokratie, Menschenwürde, Freiheit, Gleichheit, ertragene Vielfalt, Hochschätzung des gewöhnlichen Lebens, Selbstverwirklichung, lateinisches Alphabet sowie sprachliche Prägung durch das Lateinische. Es gibt dabei graduelle Zugehörigkeiten. Die Geburt Europas würde dabei um das Jahr 800 gesehen. In diesem Sinne würde derzeit ein Nord-Süd-Streifen aus Ukraine, Belarus, Bulgarien, Mazedonien, Griechenland und Zypern die Schwelle zu anderen Kulturkreisen darstellen.
- auf gemischt geografisch-kulturelle Weise: Hier ist der Begriff Kulturerdteil gebraucht worden. Die Definition umfasst dabei eher kulturelle denn geografische Aspekte. Nach dieser Definition gehören Russland, Belarus und die Ukraine nicht zu Europa.

Des Weiteren verwenden eurolinguistische Studien unterschiedliche Definitionen von europäische Sprachen:
- mit und ohne Einschluss der Nonstandardvarietäten
- mit und ohne außereuropäische Varietäten
- mit und ohne historisch jung eingewanderte (allochthone) Sprachen
- mit und ohne Gebärdensprachen

## Forschungsstand
Der Begriff Eurolinguistik wurde zwar erst 1991 von Norbert Reiter geprägt, jedoch gab es bereits vorher Studien über europäische Sprachen (z. B. Lewy 1964, Décsy 1973). Neben einer Reihe von Arbeiten, die einen Teil der europäischen Sprachen berücksichtigen, haben die sprachgeschichtlichen und sprachsoziologischen Werke Harald Haarmanns eine gesamteuropäische Perspektive im Auge. Dieses Ziel verfolgte wohl auch Mario Wandruszka, er berücksichtigte aber fast ausschließlich, wie viele andere die Sprachen Deutsch, Englisch, Italienisch, Spanisch, Französisch; die Beiträge Wandruszkas und anderer sind außerdem deutlich aus deutschem Blickwinkel geschrieben. Zusätzlich wird unter Deutsch, Englisch, Französisch usw. meist Deutsch in Deutschland, Englisch in Großbritannien, Französisch in Frankreich usw. verstanden; für andere Nationalvarietäten dieser Sprachen ist in eurolinguistischen Arbeiten erst seit kurzem ein Bewusstsein gezeigt worden. Norbert Reiter, von Haus aus Slawist und Balkanologe, war vorrangig an Semantik interessiert, mit dem Ziel, die Struktur sprachlicher Inhalte mit einer numerischen Methodik zu erfassen und damit herauszufinden, wie Menschen in Europa ihre Umwelt wahrnehmen oder wahrnahmen. Schnell kam jedoch form-orientierte, gleichsam morphologisch-syntaktische Forschung hinzu (etwa bei Uwe Hinrichs). Die Eurolinguistik ist somit gewissermaßen aus der Sprachbundforschung, insbesondere aus der Balkanlinguistik und der Forschung zu Standard Average European entstanden. Auch soziolinguistische Themen, insbesondere Aspekte der Kontaktlinguistik, standen früh auf der eurolinguistischen Agenda (etwa bei Harald Haarmann und Sture Ureland). Eine eurolinguistische Pragmatik entwickelt sich dagegen erst in den letzten Jahren (bei Joachim Grzega). Wissenschaftler einer Eurolinguistik, die man als angewandt bezeichnen kann, arbeiten oft ohne rechten Kontakt zu den systemlinguistisch und soziolinguistisch arbeitenden Wissenschaftlern und ohne expliziten Bezug auf eine Disziplin der Eurolinguistik.
Erst einige Jahre nach der Jahrtausendwende sind Grundlagenwerke zu den Merkmalen der Sprachen Europas entstanden (Grzega 2006/2012, Hinrichs 2010), ebenso Gedanken zu spezifisch eurolinguistischer Lehre (Grzega 2006/2012). Publikationen, die eurolinguistische Erkenntnisse einem breiteren deutschsprachigen Publikum bekannt machen wollen, wurden etwa von Harald Haarmann (1975, 1993) und Joachim Grzega (2006, 2012) erstellt.

## Forschungsprojekte (Auswahl)
Größere Beispiele aus dem systemlinguistischen Bereich:
- Atlas Linguarum Europae, kurz ALE[2]
- EUROTYP[3]

Aus dem angewandten Bereich:
- Languages in a Network of European Excellence, kurz LINEE (2006–2010). Initiator: Peter H. Nelde; letzter Koordinator: Iwar Werlen.[4]
- Language Dynamics and Management of Diversity, kurz DYLAN[5]
- EuroCom, für European Intercomprehension[6]
- EuroLSJ[7]

## Institutionalisierung
Mit Ausnahme von ehemaligen und existierenden Forschungszentren zu Mehrsprachigkeit (Bern, Brüssel, Padua, Stockholm, Strassburg, Udine und Uppsala) und dem ehemaligen Europäischen Haus Pappenheim (EHP) sowie dem Projektbereich „Innovative Europäische Sprachlehre“ an der Volkshochschule Donauwörth ist eurolinguistische Forschung bislang wenig institutionalisiert worden.

## Verbände
Folgende eurolinguistische Verbände wurden gegründet:
- 1999 der Eurolinguistische Arbeitskreis Mannheim (ELAMA)[8]
- 1999 die Europäische Gesellschaft für Phraseologie (EUROPHRAS)[9]
- 2005 die Associazione Eurolinguistica Sud (AES)[10]
- 2007 das Eurolinguistic Network South East (ENSE)
- 2007 die Eurolinguistic Association (ELA)

## Buchreihen und Zeitschriften
- Studies in Eurolinguistics, seit 2003, herausgegeben von Sture Ureland beim Logos-Verlag Berlin
- Eurolinguistische Arbeiten, seit 2004, herausgegeben von Uwe Hinrichs Harrassowitz-Verlag Wiesbaden
- Journal for EuroLinguistiX, seit 2004, herausgegeben von Joachim Grzega